# Altestove
Altestove (en ukrainien :  Алтестове) est un village de l'oblast d'Odessa, en Ukraine et fait partie du raïon de Biliaïvka. Sa population s'élevait à 189 habitants en 2013.

## Géographie
Altestove est situé à 26 km au sud-est d'Odessa.

## Histoire
Le village a été fondé en 1880.

## Population
Composition linguistique de la population d'Altestove
- Ukrainien (78,31 %)
- Russe (20,63 %)
- Autres langues (0,53 %)

Selon le recensement de 2001, 78,31 % des habitants du village parlent l'ukrainien, 20,63 % le russe et 0,53 % une autre langue.

## Personnalités d'Altestove
- Volodymyr Shepelev, né le 1er juin 1997, est un footballeur international ukrainien.